# نستور
نستور (به یونانی: Νέστωρ)، در اسطوره‌های یونان، شاه پولوس است.
پسر نلئوس و خلوریس بود. از میان دوازده پسر نلئوس تنها او بود که از حملهٔ هراکلس به پولوس جان سالم به در برد. پس از مرگ یازده برادرش، خدایان باقیمانده ی عمر آنان را به نستور بخشیدند و وی از موهبت عمری بسیار طولانی برخوردار گردید. در جنگ تروا سالخورده‌ترین و عاقل‌ترین جنگاور محسوب می‌شد.